# Syngamus trachea
Espèce
Syngamus trachea, le ver rouge ou ver fourchu, est un nématode parasite qui affecte la trachée de certaines espèces d'oiseaux, causant la syngamose ou maladie du bâille-bec.
Il est découvert pour la première fois par Andrew Wiesenthal en 1799 comme un « ver de la volaille ». Il est décrit formellement en 1811 sous le basionyme Fasciola trachea par George Montagu qui le mentionne chez le Faisan de Colchide et chez la perdrix. Philipp Franz von Siebold l'identifie en 1886 comme un nématode, sous le nom Syngamus trachealis, et le mentionne chez le Pic vert et le Martinet noir.
Syngamus trachea est un ver de couleur rouge, d'où son nom de « ver rouge ». Il est également appelé « ver fourchu » en raison de la forme en Y que forment le mâle et la femelle joints dans un accouplement permanent.